# 두시 (후한)

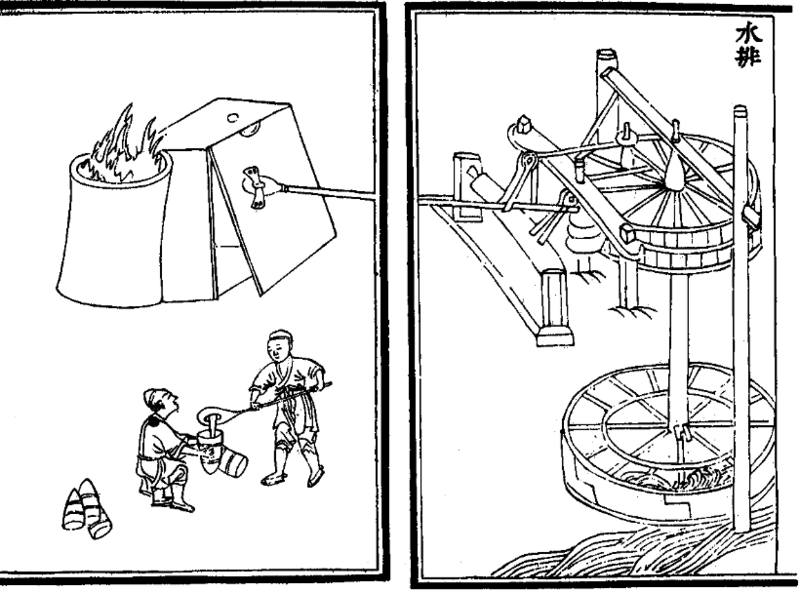
원나라 시대인 1313년에 왕정이 《농서》에서 물레방아로 작동시킨 화로 풀무를 그린 삽화.

두시(중국어: 杜詩, 병음: Dù Shī, 생년 미상 ~ 38년)는 중국 후한 말기의 수리학자, 발명가, 기계공학자, 야금학자, 정치인이다. 두시는 야금학에서 풀무(공기 분사 장치)를 작동시키기 위해 수력(물레방아)을 용한 최초의 사람으로 인정받고 있다. 그의 발명품은 기원전 6세기부터 중국에서 알려진 무쇠를 제련하기 위해 용광로에서 풀무를 작동시키는 데에 사용되었다. 그는 한 광무제 시대에 여러 곳에서 시어사와 행정관으로 일했다. 그는 또한 양이 휘하의 소규모 도적군을 제거하는 짧은 군사 작전을 이끌었다.

## 생애

### 생애 초반
그의 출생 연도는 불확실하지만 두시는 허난성 하내군(河內郡, 현재의 신샹시)에서 태어난 것으로 알려져 있다. 두시는 신나라의 왕위 찬탈자인 왕망(재위 9년 ~ 23년)에 대한 반란 이후부터 23년에 한 경시제(재위 23년 ~ 25년) 휘하의 관리로 임명되기 이전까지 지방 사령관을 역임했다. 그러나 두시는 곧 후한(25년 ~ 220년)의 진정한 시조로 여겨지는 한 광무제(재위 25년 ~ 57년)에게 충성을 맹세했다.

### 시어사
두시는 광무제 치하에서 시어사(侍御史)로 임명되었는데 후한의 새로운 수도가 된 뤄양시에서 사무를 감시하고 법과 질서를 유지하는 일을 맡았다. 26년에는 소광(蕭廣)이 지휘하는 규율 없는 군대가 수도에서 횡행하고 그것을 막기 위한 어떠한 눈에 보이는 행동도 없이 주민들을 공포에 떨게 했을 때 두시는 그를 체포했다. 두시는 소광에게 왕위의 명시적인 동의 없이 즉위를 명령했고 처형 후에야 사건에 대한 보고서를 제출했다. 광무제는 두시의 행동을 정당화하는 휘장을 전달하기 위해 그를 궁정으로 불러들였기 때문에 이를 불쾌하게 여기지 않았다. 이 사건 직후에 26년에는 도적 두목인 양이(楊異)가 두시를 보내서 진압한 하동군에 대규모 소요 사태를 일으켰다. 두시가 이끄는 군대가 양이 일당이 장악하고 있던 지역에 도착했다는 소식이 전해지자 양이는 황하를 건너 도망칠 계획을 세웠다. 그러나 두시는 이를 예상하고 습격대를 보내 양이가 도망치려고 했던 선박들을 불태웠다. 두시는 하동군에서 군대를 징집한 다음에 기병 부대와 함께 기습적인 매복을 이끌어 양이가 이끌던 도적들을 해산시키고 전멸시켰다.

### 행정관
두시는 3년 동안 허난성에서 행정관으로 근무했으며 지방 정부로부터 폭넓은 찬사를 받았다. 그 후에 패군, 여남군에서 사령관으로 두각을 나타냈고 31년에 남양군 태수로 임명되었다. 그는 남양군에서 복무하는 동안에 토지 개간과 지역 농업의 성장을 위해 건설된 일련의 제방과 운하를 갖고 있었다. 그가 무쇠를 제련할 때에 풀무를 위한 수력 왕복 장치를 개발한 곳도 남양군이었는데 이 기계는 엄청난 양의 육체 노동을 절약했다고 한다. 현지인들은 그를 '어머니 두시'라고 부를 정도로 좋아했고 전한 시대의 소신신(召信臣)과 같은 역사적으로 주목할 만한 인물들에 비유했다고 기록되어 있다.
두시는 어느 모로 보나 지방 행정가였지만 정책 문제에 대해서는 후한 조정에 건의하기도 했다. 그는 부절(符節) 제도를 복원할 것을 권고했다. 이것은 전한 조정이 전쟁을 위한 군대 동원령 문서 위조에 있어 일어날 수 있는 관청의 부패를 확인하기 위한 수단이었다. 두시는 또한 자신이 수도의 고위직 후보자로서 가치가 있다고 생각하는 몇몇 소수의 관리들을 지명했다.

### 죽음
두시의 명성은 38년에 형에 대한 복수심으로 가신들 가운데 한 명을 보내 사람을 죽이게 한 혐의로 인해 손상을 입었다. 두시는 같은 해에 병에 걸려 사망했다. 두시는 오랜 공직 경력에도 불구하고 사망했을 때에 거의 부서진 상태였기 때문에 보융은 두시를 위한 적절한 장례식이 준비될 수 없었다고 보고했다. 그러나, 황제는 칙령을 내려 수도에 있는 그의 사령관 관저에서 적절한 장례식을 허락했고 그 비용을 지불하기 위한 비단도 허락했다.

## 수력 용광로

### 《후한서》에서의 등장
기술자이자 정치가인 두시는 《후한서》(後漢書)에서 다음과 같이 간략하게 언급되어 있다.
| “ | 건무 7년(31년)에 두시는 남양군 태수로 임명되었다. 그는 관대한 사람이었고 그의 정책은 평화로웠다. 그는 악인들을 파괴했고 (자신이 갖고 있던 직위의) 존엄성을 확립했다. 계획을 잘 세운 그는 서민들을 사랑했고 그들의 노동력을 아끼고 싶었다. 그는 농기구를 주조하기 위한 수력 왕복 기계를 발명했다. 제련과 주조를 하는 자들은 이미 숯불을 날려버릴 밀대를 가지고 있었고 이제는 물이 세차게 흐르는 것을 이용하여 숯불을 작동시키라는 지시를 받았다... 그래서 사람들은 적은 노동으로 큰 이익을 얻었다. 그들은 '수력(동력) 풀무'가 편리하다는 것을 알고 그것을 널리 채택했다. | ” |

도널드 B. 바그너는 두시가 사용한 풀무에 대한 물리적 증거가 남아있지 않다고 기록했는데 현대 학자들은 14세기 후반에 기술된 것처럼 풀무가 가죽으로 만들어졌는지 아니면 거대한 나무 부채로 만들어졌는지 아직도 확인할 수 없다고 밝혔다.

### 사용의 확산

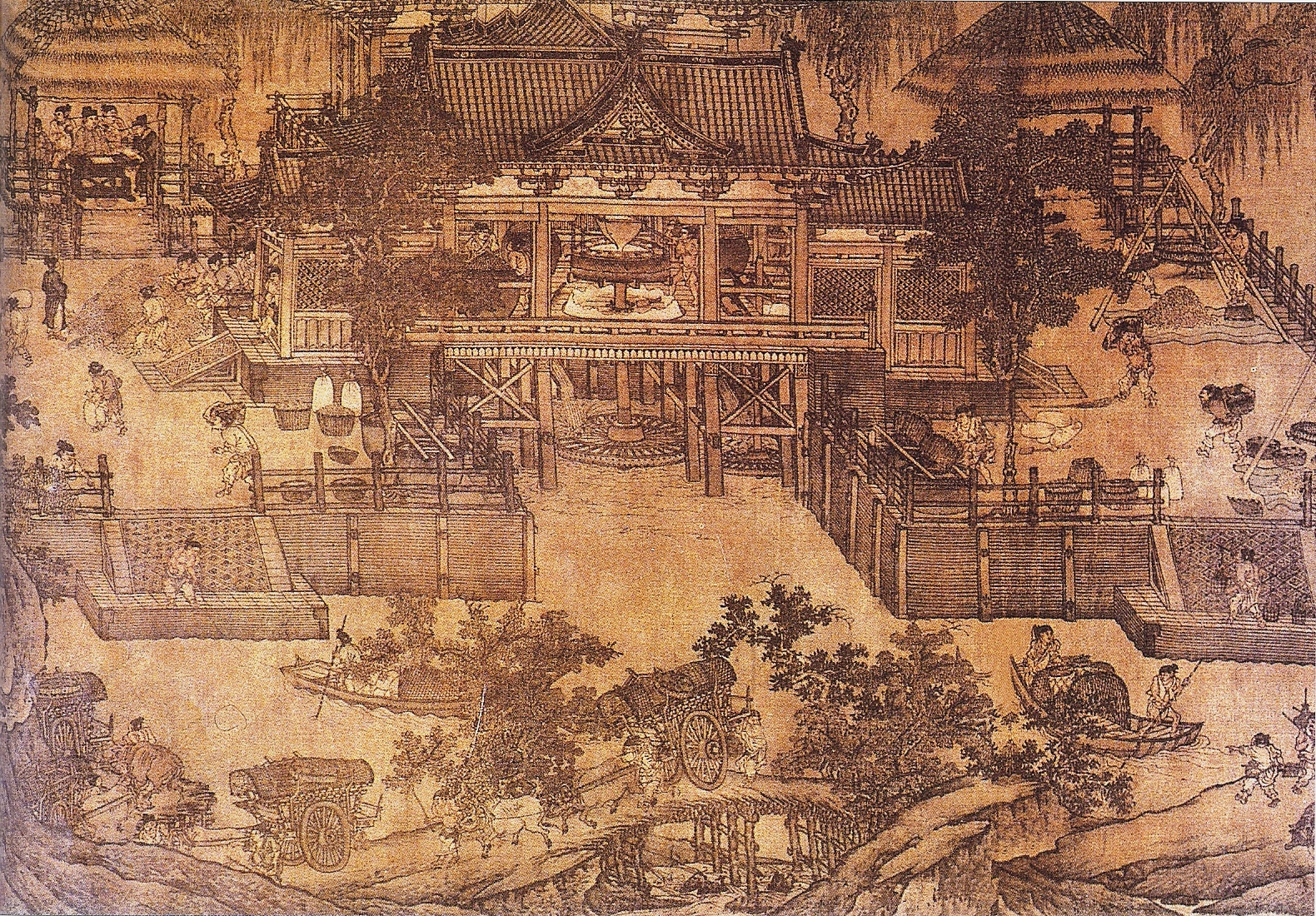
북송 시대(960년 ~ 1127년)의 도시 하천 풍경 그림에서 볼 수 있듯이 곡물 방앗간에 사용하기 위한 수평 물레방아를 중국에서 적용한 또 다른 사례이다.

《삼국지》는 수력이 사용되기 전에 용광로에서 야금 풀무를 작동시키기 위해 인간의 노동력과 마력을 모두 사용했다고 기록하고 있다.. 또한 삼국 시대 조위의 관료인 한기(韓曁)가 이전에 두시가 개척했던 것과 유사한 수력 풀무를 재창조했다고 기록하고 있다. 그로부터 20년 후에 두예(杜預, 222년 ~ 285년)가 수력을 이용한 풀무의 또 다른 디자인을 만들었다고 기록되어 있다. 5세기에 지어진 《수경주》(水經注)는 물레방아에 동력을 공급하기 위해 흐르는 강물을 사용한다고 설명했으며 814년에 지어진 《원화군현도지》(元和郡縣圖志)를 비롯한 당나라 시대의 지리학적 문헌도 그러하다.
두시는 야금 풀무에 수력을 적용한 최초의 역사적 인물이지만 현존하는 가장 오래된 중국의 삽화는 원나라(1271년 ~ 1368년) 시대에 인쇄된 《농서》(農書)의 삽화에서 볼 수 있다. 이 문헌은 왕정(王禎)에 의해 쓰여졌는데 왕정은 물로 작동하는 풀무를 사용하는 방법을 설명했다.
| “ | 현대(1313년 당시) 연구에 따르면 옛날에는 가죽 부채서럼 생긴 풀무를 사용했지만 지금은 항상 나무 부채처럼 생긴 풀무를 사용한다. 구조는 다음과 같다. 급류 옆에 위치를 선정하고 아래쪽에 있는 바퀴가 물의 힘에 의해 회전하도록 2개의 수평 바퀴가 있는 골조에 수직 축을 설치한다. 위쪽에 있는 바퀴는 구동 띠에 의해 전방에 있는 (작은) 바퀴와 연결되며 바퀴에는 기이한 돌출부(진동 막대기)가 있다. 그런 다음에 (구동 바퀴의) 회전에 따라 기이한 돌출부에 부착된 연결 막대기가 회전 굴림대를 밀고 당긴다. 회전 굴림대는 지레를 좌우로 밀어서 원판 막대기로 전달된다. 따라서 이것은 앞뒤로 밀려서 인력으로 가능한 것보다 훨씬 더 빠르게 용광로에서 풀무를 작동시킨다. | ” |

## 참고 문헌
- de Crespigny, Rafe. (2007). A Biographical Dictionary of Later Han to the Three Kingdoms (23-220 AD). Leiden: Koninklijke Brill. ISBN 90-04-15605-4.
- Needham, Joseph (1986). Science and Civilization in China: Volume 4, Part 2. Taipei: Caves Books, Ltd.
- Wagner, Donald B. (2001). The State and the Iron Industry in Han China. Copenhagen: Nordic Institute of Asian Studies Publishing. ISBN 87-87062-83-6.